# NGC 315
NGC 315 est une vaste galaxie elliptique située dans la constellation des Poissons. NGC 315 a été découverte par l'astronome germano-britannique William Herschel en 1784.

## Caractéristiques
Sa vitesse par rapport au fond diffus cosmologique est de 4 635 ± 22 km/s, ce qui correspond à une distance de Hubble de 68,4 ± 4,8 Mpc (∼223 millions d'al).
À ce jour, huit mesures non basées sur le décalage vers le rouge (redshift) donnent une distance de 63,950 ± 19,319 Mpc (∼209 millions d'al), ce qui est à l'intérieur des valeurs de la distance de Hubble.
NGC 315 est une galaxie active de type Seyfert 1. De plus, c'est une galaxie LINER, c'est-à-dire une galaxie dont le noyau présente un spectre d'émission caractérisé par de larges raies d'atomes faiblement ionisés. NGC 315 présente également un jet d'émission radio.

## Trou noir supermassif
Selon les auteurs d'un article publié en 2002, la masse du trou noir central de NGC 315 est de 7,94 x 108{\displaystyle M_{\odot }} (108,9{\displaystyle M_{\odot }}).  
Basée sur la vitesse interne de la galaxie mesurée par le télescope spatial Hubble, la masse du trou noir supermassif au centre de la galaxie NGC 315 serait comprise entre 43 et 180 millions de {\displaystyle M_{\odot }}.

## Groupe de NGC 315
NGC 315 est la plus grosse galaxie d'un groupe d'au moins neuf galaxies qui porte son nom. Outre NGC 315, les principales galaxies du groupe de NGC 315 sont NGC 226, NGC 243, NGC 262, NGC 266, NGC 311, NGC 338, IC 43, IC 66 et IC 69. La galaxie NGC 252 incluse au groupe de NGC 315 dans un article d'Abraham Mahtessian devrait être ajoutée à cette liste.